# Falealupo
Falealupo est un village samoan sur l’île de Savai'i qui comptait 943 habitants en 2006.